# 寿恩固伦公主
寿恩固伦公主（1831年1月20日—1859年5月15日），道光帝第六女。

## 生平
道光十年（1830年）十二月初七日出生，生母為静妃博尔济吉特氏。初封为和硕公主，道光二十四年（1844年）二月，加恩封为寿恩固伦公主，並且指配景寿。景壽出身鑲黃旗沙濟富察氏，即李榮保第四子傅文的庶子的後裔，景寿为庶出，当时并无爵位官职。婚后授官职，又因嫡兄去世无子，而襲一等公爵。
道光二十五年（1845年）四月，公主正式下嫁景寿。为避免收租繁瑣及旱澇等災害的影響，停止了鋪面房及莊田划撥公主名下後由內務府代為經營的模式，由會計司莊園頭錢糧內每年提銀一千二百兩直接撥給公主。四月初九日，壽恩固倫公主和額駙回宮，行回門禮。公主虽被加封为固伦公主，但实际婚礼规格嫁妆婚后年金等待遇皆不及嫡姐寿安固伦公主。寿恩固伦公主的財產除了府邸、陪嫁银一万二千两等嫁妝之外，還有当铺一座，本金十万四千吊；每年地租一千二百两；每年應得房租一千五百六十两；每年恩赏银一千两；每年加恩赏银五百兩。咸豐三年十二月，壽恩公主和嫡姐壽安固伦公主因當時軍需緊張而讓府內長史代為上奏，意欲效仿前代賢德公主，請求各自上交白銀1200兩至戶部銀庫。但兄弟咸豐帝以公主家用不饒為由拒絕，並且說「家庭之內豈尚虛文」，做法不予提倡。
咸丰九年（1859年）四月十三日，公主去世，享年三十歲（实际刚满28岁）。公主去世后，额驸按规定交还公主财产。《清史稿》稱公主卒時「年三十八」僅為謬誤，應以《愛新覺羅宗譜‧星源集慶》為準。公主遺下了太監13名、嬤嬤5名及女子1名，相關部門發現其中6人均告病不能當差，內務府恐有捏報不實而立即派人核查，核查的結果是太監趙貴跌傷右膀，太監段安和跌傷腿胯，太監魏得喜患眼目昏花及手足不遂，太監王進忠患痰氣壅遏；太監王常喜患身染黃病，太監馬進喜患肝胃氣結之症，服伺公主的太監老弱病殘佔到半數，實際效力人員很少。
丈夫景壽至少生有四子六女，其中一個兒子志端是恭亲王长女榮壽固倫公主的固倫额驸，六个女儿均嫁入宗室。不過這些子女之中没有任何一个有迹象为公主所生。